# بنجغور
بنجغور هي مدينة صغيرة في مديرية بنجغور، بلوشستان. كان اسمها السابق بنج بور وفنزبور. كانت بنج بور عاصمة مكران.:568